# Pierremande
Pierremande település Franciaországban, Aisne megyében. Lakosainak száma 249 fő (2022. január 1.). Pierremande Autreville, Bichancourt, Champs, Folembray, Saint-Paul-aux-Bois és Sinceny községekkel határos.

## Népesség
A település népességének változása:
| Lakosok száma | 274  | 278  | 261  | 271  | 270  | 278  | 279  | 255  | 253  | 249  |
|               | 1968 | 1982 | 1990 | 2006 | 2013 | 2015 | 2017 | 2019 | 2020 | 2022 |